# Cantó de Saint-Paterne
El cantó de Saint-Paterne és un cantó francès del departament de Sarthe, situat al districte de Mamers. Té 17 municipis i el cap es Saint-Paterne.

## Municipis
- Ancinnes
- Arçonnay
- Bérus
- Béthon
- Bourg-le-Roi
- Champfleur
- Chérisay
- Fyé
- Gesnes-le-Gandelin
- Grandchamp
- Le Chevain
- Livet-en-Saosnois
- Moulins-le-Carbonnel
- Oisseau-le-Petit
- Rouessé-Fontaine
- Saint-Paterne
- Thoiré-sous-Contensor

## Història
| Data d'elecció                           | Identitat         | Partit                     | Qualitat |
| ---------------------------------------- | ----------------- | -------------------------- | -------- |
| 1945-1949                                | M. Blin           | radical indep.             |          |
| 1949-1979                                | Constant Garnier  | RI, després divers droite  |          |
| 1979-1998                                | Jacques Tirouflet | RPR                        |          |
| 1998-                                    | Bernard Petiot    | Divers droite, després UMP |          |
| les dades anteriors no són pas conegudes |                   |                            |          |
|                                          |                   |                            |          |

## Demografia
| A partir de 1990: Població sense dobles comptes |